# Nascar Grand National Series 1957
Nascar Grand National Series 1957 var den 9:e upplagan av den främsta divisionen av professionell stockcarracing i USA sanktionerad av National Association for Stock Car Auto Racing. Säsongen bestod av 53 race och inleddes redan 11 november 1956 på Willow Springs Speedway strax utanför Rosamond i Kalifornien och avslutades på 27 oktober 1957 på Greensboro Fairgrounds i Greensboro i North Carolina.
Buck Baker vann serien i en Chevrolet. Det var hans andra mästerskapstitel. Dom två framgångsrikaste bilmärkena var Ford med 26 segrar och Chevrolet med 21 segrar.

## Resultat
| Nr      | Datum         | Tävling                   | Bana                                                             | Pole              | Vinnare          | Konstruktör | Start | Rapport |
| ------- | ------------- | ------------------------- | ---------------------------------------------------------------- | ----------------- | ---------------- | ----------- | ----- | ------- |
| 1       | 11 november   | Race 1                    | Willow Springs Speedway, Rosamond, Kalifornien                   | Marvin Panch      | Marvin Panch     | Ford        | 1     |         |
| 2       | 2 december    | Race 2                    | Concord Speedway, Concord, North Carolina                        | Curtis Turner     | Marvin Panch     | Ford        | 3     |         |
| 3       | 30 december   | Indian River Gold Cup 100 | Titusville-Cocoa Speedway, Titusville, Florida                   | Paul Goldsmith    | Fireball Roberts | Ford        | 2     | Rapport |
| 4       | 17 februari   | Race 4                    | Daytona Beach and Road Course, Daytona Beach, Florida            | Banjo Matthews    | Cotton Owens     | Pontiac     | 3     |         |
| 5       | 3 mars        | Race 5                    | Concord Speedway, Concord, North Carolina                        | Mel Larson        | Jack Smith       | Chevrolet   | 9     |         |
| 6       | 17 mars       | Race 6                    | Wilson Speedway, Wilson, North Carolina                          | Fireball Roberts  | Ralph Moody      | Ford        | 4     |         |
| 7       | 24 mars       | Race 7                    | Occoneechee Speedway, Hillsborough, North Carolina               | Fireball Roberts  | Buck Baker       | Chevrolet   | 3     |         |
| 8       | 31 mars       | Race 8                    | Asheville-Weaverville Speedway, Weaverville, North Carolina      | Marvin Panch      | Buck Baker       | Chevrolet   | 3     |         |
| 9       | 7 april       | Wilkes County 160         | North Wilkesboro Speedway, North Wilkesboro, North Carolina      | Fireball Roberts  | Fireball Roberts | Ford        | 1     | Rapport |
| 10      | 14 april      | Race 10                   | Langhorne Speedway, Langhorne, Pennsylvania                      | Paul Goldsmith    | Fireball Roberts | Ford        | 2     |         |
| 11      | 19 april      | Race 11                   | Southern States Fairgrounds, Charlotte, North Carolina           | Marvin Panch      | Fireball Roberts | Ford        | 4     |         |
| 12      | 27 april      | Race 12                   | Piedmont Interstate Fairgrounds, Spartanburg, South Carolina     | Speedy Thompson   | Marvin Panch     | Ford        | 5     |         |
| 13      | 28 april      | Race 13                   | Greensboro Fairgrounds Greensboro, North Carolina                | Buck Baker        | Paul Goldsmith   | Ford        | 2     |         |
| 14      | 28 april      | Race 14                   | Portland Speedway, Portland, Oregon                              | Art Watts         | Art Watts        | Ford        | 1     |         |
| 15      | 4 maj         | Race 15                   | Cleveland County Fairgrounds, Shelby, North Carolina             | Tiny Lund         | Fireball Roberts | Ford        | 2     |         |
| 16      | 5 maj         | Richmond 250              | Atlantic Rural Fairgrounds, Richmond, Virginia                   | Russ Hepler       | Paul Goldsmith   | Ford        | 7     | Rapport |
| 17      | 19 maj        | Virginia 500              | Martinsville Speedway, Ridgeway, Virginia                        | Paul Goldsmith    | Buck Baker       | Chevrolet   | 14    | Rapport |
| 18      | 26 maj        | Race 18                   | Portland Speedway, Portland, Oregon                              | Art Watts         | Eddie Pagan      | Ford        | 6     |         |
| 19      | 30 maj        | Race 19                   | Eureka Speedway, Eureka, Kalifornien                             | Parnelli Jones    | Lloyd Dane       | Ford        | 44    |         |
| 20      | 30 maj        | Race 20                   | Lincoln Speedway, Abbottstown, Pennsylvania                      | Marvin Panch      | Buck Baker       | Chevrolet   | 2     |         |
| 21      | 1 juni        | Race 21                   | Lancaster Speedway, Lancaster, South Carolina                    | Buck Baker        | Paul Goldsmith   | Ford        | 7     |         |
| 22      | 8 juni        | Race 22                   | Ascot Stadium, Los Angeles, Kalifornia                           | Eddie Pagan       | Eddie Pagan      | Ford        | 1     |         |
| 23      | 15 juni       | Race 23                   | Newport Speedway, Newport, Tennessee                             | Speedy Thompson   | Fireball Roberts | Ford        | 5     |         |
| 24      | 20 juni       | Race 24                   | Columbia Speedway, Columbia, South Carolina                      | Buck Baker        | Jack Smith       | Chevrolet   | 3     |         |
| 25      | 22 juni       | Race 25                   | Capital Speedway, Sacramento, Kalifornien                        | Art Watts         | Bill Amick       | Ford        | 3     |         |
| 26      | 29 juni       | Race 26                   | Piedmont Interstate Fairgrounds, Spartanburg, South Carolina     | Lee Petty         | Lee Petty        | Oldsmobile  | 1     |         |
| 27      | 30 juni       | Race 27                   | Jacksonville Speedway, Jacksonville, North Carolina              | Lee Petty         | Buck Baker       | Chevrolet   | 3     |         |
| 28      | 4 juli        | Race 28                   | Raleigh Speedway, Raleigh, North Carolina                        | Frankie Schneider | Paul Goldsmith   | Ford        | 7     |         |
| 29      | 12 juli       | Race 29                   | Southern States Fairgrounds, Charlotte, North Carolina           | Tiny Lund         | Marvin Panch     | Ford        | 7     |         |
| 30      | 14 juli       | Race 30                   | Memphis-Arkansas Speedway, Lehi, Arkansas                        | Speedy Thompson   | Marvin Panch     | Pontiac     | 10    |         |
| 31      | 14 juli       | Race 31                   | Portland Speedway, Portland, Oregon                              | Art Watts         | Eddie Pagan      | Ford        | 2     |         |
| 32      | 20 juli       | Buddy Shuman 250          | Hickory Motor Speedway, Hickory, North Carolina                  | Gwyn Staley       | Jack Smith       | Chevrolet   | 3     | Rapport |
| 33      | 24 juli       | Race 33                   | Norfolk Speedway, Norfolk, Virginia                              | Bill Amick        | Buck Baker       | Chevrolet   | 8     |         |
| 34      | 30 juli       | Race 34                   | Lancaster Speedway, Lancaster, South Carolina                    | Speedy Thompson   | Speedy Thompson  | Chevrolet   | 1     |         |
| 35      | 4 augusti     | The Glen 101.2            | Watkins Glen International, Watkins Glen, New York               | Buck Baker        | Buck Baker       | Chevrolet   | 1     | Rapport |
| 36      | 4 augusti     | Race 36                   | Kitsap County Airport, Bremerton, Washington                     | Art Watts         | Parnelli Jones   | Ford        | 3     |         |
| 37      | 10 augusti    | Race 37                   | Lincoln Speedway, Abbottstown, Pennsylvania                      | Tiny Lund         | Marvin Panch     | Ford        | 6     |         |
| 38      | 16 augusti    | Race 38                   | Old Bridge Stadium, Old Bridge Township, New Jersey              | Rex White         | Lee Petty        | Oldsmobile  | 3     |         |
| 39      | 24 26 augusti | Race 39                   | Coastal Speedway, Myrtle Beach, South Carolina                   | Johnny Allen      | Gwyn Staley      | Chevrolet   | 3     |         |
| 40      | 2 september   | Southern 500              | Darlington Raceway, Darlington, South Carolina                   | Cotton Owens      | Speedy Thompson  | Chevrolet   |       | Rapport |
| 41      | 5 september   | Race 41                   | Syracuse Mile, Syracuse, New York                                | Gwyn Staley       | Gwyn Staley      | Chevrolet   | 1     |         |
| 42      | 8 september   | Race 42                   | Asheville-Weaverville Speedway, Weaverville, North Carolina      | Bill Amick        | Lee Petty        | Oldsmobile  | 2     |         |
| 43      | 8 september   | Race 43                   | California State Fairgrounds Race Track, Sacramento, Kalifornien | Danny Graves      | Danny Graves     | Chevrolet   | 1     |         |
| 44      | 15 september  | Race 44                   | Santa Clara Fairgrounds, San Jose, Kalifornien                   | Lloyd Dane        | Marvin Porter    | Ford        | 12    |         |
| 45      | 15 september  | Race 45                   | Langhorne Speedway, Langhorne, Pennsylvania                      | Paul Goldsmith    | Gwyn Staley      | Chevrolet   | 25    |         |
| 46      | 19 september  | Race 46                   | Columbia Speedway, Columbia, South Carolina                      | Buck Baker        | Buck Baker       | Chevrolet   | 1     |         |
| 47      | 21 september  | Race 47                   | Cleveland County Fairgrounds, Shelby, North Carolina             | Buck Baker        | Buck Baker       | Chevrolet   | 1     |         |
| 48      | 5 oktober     | Race 48                   | Southern States Fairgrounds, Charlotte, North Carolina           | Lee Petty         | Lee Petty        | Oldsmobile  | 1     |         |
| 49      | 6 oktober     | Sweepstakes 500           | Martinsville Speedway, Ridgeway, Virginia                        | Eddie Pagan       | Bob Welborn      | Chevrolet   | 2     | Rapport |
| 50      | 12 oktober    | Race 50                   | Newberry Speedway, Newberry, South Carolina                      | Jack Smith        | Fireball Roberts | Ford        | 10    |         |
| 51      | 13 oktober    | Race 51                   | Concord Speedway, Concord, North Carolina                        | Jack Smith        | Fireball Roberts | Ford        | 5     |         |
| 52      | 20 oktober    | Wilkes 160                | North Wilkesboro Speedway, North Wilkesboro, North Carolina      | Fireball Roberts  | Jack Smith       | Chevrolet   | 4     | Rapport |
| 53      | 27 oktober    | Race 53                   | Greensboro Fairgrounds, Greensboro, North Carolina               | Ken Rush          | Buck Baker       | Chevrolet   | 4     |         |
| Källor: |               |                           |                                                                  |                   |                  |             |       |         |

## Slutställning
| Plats   | Förare           | Starter | Vinster | Top 5 | Top 10 | Pole | Varv | Prispengar | Poäng | +\-   |
| ------- | ---------------- | ------- | ------- | ----- | ------ | ---- | ---- | ---------- | ----- | ----- |
| 1       | Buck Baker       | 40      | 10      | 30    | 38     | 6    | 853  | $30 763    | 10716 |       |
| 2       | Marvin Panch     | 42      | 6       | 22    | 27     | 4    | 448  | $24 307    | 9956  | –760  |
| 3       | Speedy Thompson  | 38      | 2       | 16    | 22     | 4    | 648  | $26 841    | 8580  | –2136 |
| 4       | Lee Petty        | 41      | 2       | 20    | 33     | 3    | 448  | $18 325    | 8528  | –2188 |
| 5       | Jack Smith       | 40      | 4       | 17    | 26     | 2    | 428  | $14 561    | 8464  | –2252 |
| 6       | Fireball Roberts | 42      | 8       | 21    | 27     | 4    | 1414 | $19 828    | 8268  | –2448 |
| 7       | Johnny Allen     | 42      | 0       | 4     | 17     | 1    | 0    | $9 814     | 7068  | –3648 |
| 8       | L.D. Austin      | 40      | 2       | 1     | 13     | 0    | 0    | $6 485     | 6532  | –4184 |
| 9       | Brownie King     | 36      | 0       | 1     | 16     | 0    | 0    | $5 589     | 5740  | –4976 |
| 10      | Jim Paschal      | 35      | 0       | 9     | 17     | 0    | 0    | $7 079     | 5136  | –5580 |
| 11      | Tiny Lund        | 32      | 0       | 6     | 15     | 3    | 209  | $6 424     | 4848  | –5868 |
| 12      | Billy Myers      | 28      | 0       | 4     | 9      | 0    | 201  | $6 566     | 4682  | –6034 |
| 13      | Paul Goldsmith   | 25      | 4       | 10    | 15     | 4    | 616  | $12 734    | 4224  | –6492 |
| 14      | Cotton Owens     | 17      | 1       | 3     | 6      | 1    | 179  | $12 784    | 4200  | –6516 |
| 15      | Eddie Pagan      | 15      | 3       | 11    | 11     | 2    | 0    | $7 274     | 3624  | –7092 |
| Källor: |                  |         |         |       |        |      |      |            |       |       |

- Notering: Endast de femton främsta förarna redovisas.